# Millbury, Ohio
Millbury là một làng thuộc quận Wood, tiểu bang Ohio, Hoa Kỳ. Năm 2010, dân số của làng này là 1200 người.

## Dân số
- Dân số năm 2000: 1161 người.
- Dân số năm 2010: 1200 người.